# Hegne (stacja kolejowa)
Hegne – przystanek kolejowy w Hegne (gmina Allensbach), w kraju związkowym Badenia-Wirtembergia, w Niemczech.
| Hegne                       |  |                             |
| Linia Hochrhein             |  |                             |
| Allensbachodległość: 2,5 km |  | Reichenau odległość: 2,8 km |